# Charlotte Amalie af Hessen-Kassel
Charlotte Amalie af Hessen-Kassel (27. april 1650 – 27. marts 1714) var dronning af Danmark og Norge fra 1670 til 1699. Hun var datter af landgreve Vilhelm 6. af Hessen-Kassel og gift med Christian 5.
Hun var calvinist og fik sammen med de danske gesandter i Versailles gennemtrumfet løsladelsen af protestantiske fanger, tilbagelevering af deres formuer og familiesammenføring i Danmark. Hun var gennem korrespondancer og personlige møder utrættelig i at forsvare sine trosfæller i og uden for Frankrig, selv om Frankrig og Danmark havde en forsvarsalliance i en del af hendes regeringstid.
Da en engelsk-hollandsk-svensk flåde og fra landsiden af Karl XII (der var gået i land ved Humlebæk med en hær) i året 1700 og truede København, viste hun stort personligt mod i forsvaret af byen.
Charlotte Amalie blev en meget velhavende dronning. Det var under hendes påvirkning at en række fabriksanlæg blev igangsatte, og ligeledes stod hun for en omfattende godsdrift.
Byen Charlotte Amalie på Sankt Thomas (Dansk Vestindien) har navn efter hende.

## Fødsel og opvækst
Charlotte Amalie blev født den 27. april 1650 på det gamle stadsslot i Kassel i Hessen som datter af landgreve Wilhelm 6. af Hessen-Kassel og Hedwig Sophie af Brandenburg.
Hun fik en calvinistisk opdragelse, fordi både hendes far og hendes mor var reformerte. To af hendes lærere kom fra Frankrig, som underviste pigen i fransk og historie. Hendes omgangskreds bestod mest af reformerte landsmænd og huguenotter.
Dronningen talte tysk, fransk og italiensk, hun var interesseret i historie, fysik, farmaci og filosofi. Hun fik sit eget apotek på Charlottenborg.

## Ægteskab
Charlotte Amalies religiøse opdragelse skulle afspejle sig i hele hendes virke som dronning og enkedronning.
Den 25. juni 1667 blev hun gift med den senere Christian 5. på Nykøbing Slot på Falster. Kroningen i Frederiksborg Slotskirke foregik uden, at hun blev salvet, fordi hun var reformert. Hun var den første af tre hessiske dronninger i Danmark men også den eneste, der insisterede på at beholde sin reformerte (calvinske) tro, hvilket indbragte hende en del modstandere i Danmark, ikke mindst hos biskopper og præster. I ægteskabstraktaten fik hun lov til at afholde gudstjenester i et lukket værelse og med egen præst på Københavns Slot. Denne undtagelse lykkedes hun med diplomati og stor ihærdighed med årene til at udvide til at omfatte alle reformerte i København med egen kirkebygning i Gothersgade, egne begravelsespladser, tre præsteresidenser, en præsteenkebolig og senere to skoler, den franske først efter hendes død.
Sammen med de danske gesandter i Versailles fik hun gennemtrumfet løsladelsen af protestantiske fanger, tilbagelevering af deres formuer og familiesammenføring i Danmark. Hun var gennem korrespondancer og personlige møder utrættelig i at forsvare sine trosfæller i og udenfor Frankrig, selv om Frankrig og Danmark havde en forsvarsalliance i en del af hendes regeringstid.
I København opdrog hun sin mands illegitime børn med Sophie Amalie Moth sammen med deres egne, og hun opnåede lettelser og frigivelse af Leonora Christina (dog først efter enkedronningen Sophie Amalies død). Selv om hun fik en sen fødsel af den kommende konge Frederik IV., nød hun respekt og med årene en større og større hengivenhed hos borgerne. Som den første dronning nogensinde lærte hun sig også dansk. Thomas Kingo har prist hende som den, der "med en fri og fuld Kjærlighed ikke alene elsker vort Lands Folk, men ogsaa vort Sprog", og Henrik Gerner har rost hende af samme grund.
Hendes lille hof på Københavns Slot bestod af cirka 50 personer, de fleste adelige fra Hessen. Derfor fik hun bygget en krypt under sin kirke, hvor de adelige reformerte kunne begraves standsmæssigt. Ellers sørgede hun for, at de medarbejdere, der ikke tog hjem igen til Hessen, blev gift ind i danske adelsfamilier. Dronningen var dybt religiøs og det berettes, at hun i en tid dagligt overværede en fransk andagt. Som hofpræster havde hun en tysk og en fransk præst samtidigt, begge udpeget af hende selv. Denne religiøsitet gav hun videre til sin datter Sophie Hedevig og sønnen Carl, mens kong Frederik først blev stærkt kristen som pietist i hans sidste leveår.
Charlotte Amalie forhindrede, at Sophie Hedevig blev gift med den tyske kejser, fordi hun så skulle konvertere til den katolske tro.

## Københavns forsvar 1700
Da en engelsk-hollandsk-svensk flåde og fra landsiden af Karl XII (der var gået i land ved Humlebæk med en hær) i året 1700 (det vil sige efter hendes mands død og mens og Frederik 4. befandt sig i Holsten) truede København, viste hun stort mod, blev boende på slottet, opfordrede ivrigt til at forsvare byen tappert og traf selv forsvarsforanstaltninger. Det fortælles som et enkelt træk fra denne tid, at hun tvang den indolente kommandant i byen, general Schack, til at udlevere borgerne de kanoner, der behøvedes til et batteri ved Dragør.
Christianshavns bastioner er opkaldt efter hendes børn.

## Velhavende enkedronning
Charlotte Amalie blev en meget velhavende dronning. Hun havde Falster som livgeding og havde som kronprinsesse af sin svigerfar Frederik III fået Frederiksdal inklusive Nymølle kobbermølle og en papirmølle, Bagsværd og Gentoftegaard på livstid. Hun ejede Nyborg Slot og erholdt indtægterne fra Lolland og Falsters krongods, købte Børglum Kloster, Dronninglund og Dronninggaard i Vendsyssel, erhvervede Stevns Herred med Vemmetofte, Christiansholm, Strandmøllen, desuden Charlottenborg (som hun købte af Ulrik Frederik Gyldenløve og som hun lagde navn til), et bryggeri på Slotsholmen og en hus i Lille Strandstræde til præsteresidens og anbragte sin kontante formue i værdipapirer i Amsterdam. Hele sin private personlige formue i Amsterdam testamenterede hun til sine to menigheder i København.

### Livgedinget
Charlotte Amalie fik Nykøbing Slot samt krongodset på Lolland og Falster som sit livgeding. Under hende blev slottet forandret: den 69 alen lange dansesals sydligste del afdeltes til værelser således, at der kun i den nordlige ende forblev en 30 alen lang sal, der af Charlotte Amalie blev indrettet til et reformert kapel. Den ydre slotsgård blev væsentlig forandret ved år 1700 under bygmester Ernsts ledelse, idet de gamle bygninger blev nedrevet, og der dannedes en regelmæssig firkantet gårdsplads, omgivet af eet stokværk høje, grundmurede huse. Ligeledes måtte de to sydlige karnaptårne på grund af brøstfældighed undermures fra grunden af, hvorved de mistede deres karakter.

### Godsejer på Stevns
Charlotte Amalie købte Gjorslev i 1678 for 40.000 rigsdaler og forenede det med Søholm, som hun købte i 1680 med tilliggende 108 tønder hartkorn og med „40 Td. Hrtk., som ere tagne af Sørup Bys Jord og lagte til Hovedgaardstaksten") og Erikstrup. Efter hendes død arvede sønnen Frederik IV Søholm og datteren Sophie Hedevig Erikstrup.

### Fabriksanlæg
Dronning Charlotte Amalie var en dame med initiativ. Det var under hendes påvirkning at en række fabriksanlæg, således kobbermøllen ved Nymølle og Frederiksdals papirmølle, blev oprettet. Nymølle bortforpagtedes i 1672 til Henrik Ehm, senere til Lorenz Badstuber. Frederiksdals papirmølle blev anlagt af Charlotte Amalie i 1673 og en tid drevet af Hans Heuser, der også en halv snes år efter fik Strandmøllen (oprindeligt anlagt som valkemølle, i 1645 indrettet som papirmølle af Johan Ettersen) og senere forestod bestyrelsen af den, da Charlotte Amalie købte den i 1690.
Charlotte Amalie havde således to papirmøller, på Frederiksdal og Strandmøllen. Disse blev i begyndelsen ledet af Hans Heuser, der imidlertid arbejdede tabsgivende med " fortrinsvis soldater og sammenskrabet folk" og med en papirproduktion, der var lille og af dårlig kvalitet. Efter at han i 1693 var endt i gældsfængsel, fik dronningen ansat den dygtige tyske papirmager Johan Drewsen som ny forpagter af Strandmøllen. Virksomheden med jernværk og kornmølle samt valkemølle blev efterhånden afviklet, og driften samlet om papirfabrikation. Denne blev fornyet med tidens nyeste tyske teknik, og Drewsen fik ansat papirmagersvende med tidens bedste uddannelse. Fabrikationen kom til at spænde fra det fineste stempelpapir til karduser til flådens kanoner, og et monopol på indsamling af klude blev overvåget nidkært. Virksomhedens fremgang medførte, at Charlotte Amalie i 1710 forærede ham et sølvbæger med inskription.

### Omsorg for presbyterianere
Det lykkedes Charlotte Amalie ved sin religiøse fasthed at få kongen til i 1685 at udfærdige officielle privilegier for de reformerte. I 1688-89 blev opført en reformert kirke i København, og Charlotte Amalie stod for en væsentlig del af finansieringen. Det var entreprenørerne Frederik og Nikolai Müller, der lavede tegningen og gjorde overslag, men stenhuggeren Henrik Brockam, der blev den egentlige arkitekt. Grundplanen var rektangulær med hovedindgang i tværaksen mod nord. De tre andre sider er uden dekoration og kun afbrudt af høje, rundbuede vinduer med oval blænding under. Bygningen var i hollandsk barok med de for tiden typiske pilastre. Kirken led under Københavns brand i 1728 men blev rekonstrueret i 1731.
Dronningen tog sig utrætteligt af sin kirke og sine menigheders vel og efterlod meget udførlige bestemmelser om administrationen af kirken og dens fremtid. Flere af disse dispositioner er stadig i kraft og i taknemmelighed nedlægger presbyterianerne hvert år en buket under hendes sarkofag den 27. april, hendes fødselsdag.

### Ophold på Koldinghus
I 1711 til 1713 opholdt hun sig på Koldinghus for ikke at blive smittet af pesten i København.

## Død og begravelse
Hun døde (måske) af skarlagensfeber efter seks dages sygeleje den 27. marts 1714 på sit enkesæde Charlottenborg i København. Hun ligger i en overdådig barok marmorsarkofag af Christoph Sturmberg i Roskilde Domkirke ved siden af sin ægtefælles sarkofag.

## Børn
| Navn                        | Født                        | Død                         | Bemærkninger                                                                                  |
| Med Christian 5. af Danmark | Med Christian 5. af Danmark | Med Christian 5. af Danmark | Med Christian 5. af Danmark                                                                   |
| --------------------------- | --------------------------- | --------------------------- | --------------------------------------------------------------------------------------------- |
| Frederik 4.                 | 11. oktober 1671            | 12. oktober 1730            | Konge af Danmark og Norge 1699 – 1730 Gift 5. december 1695 med Louise af Mecklenburg-Güstrow |
| Christian Vilhelm           | 1. december 1672            | 25. januar 1673             |                                                                                               |
| Christian                   | 25. marts 1675              | 27. juni 1695               |                                                                                               |
| Sophie Hedevig              | 28. august 1677             | 13. marts 1735              |                                                                                               |
| Carl af Danmark             | 26. oktober 1680            | 8. juni 1729                |                                                                                               |
| Christiane Charlotte        | 17. juli 1683               | 17. juli 1683               |                                                                                               |
| Vilhelm                     | 21. februar 1687            | 23. november 1705           |                                                                                               |